# SUP46

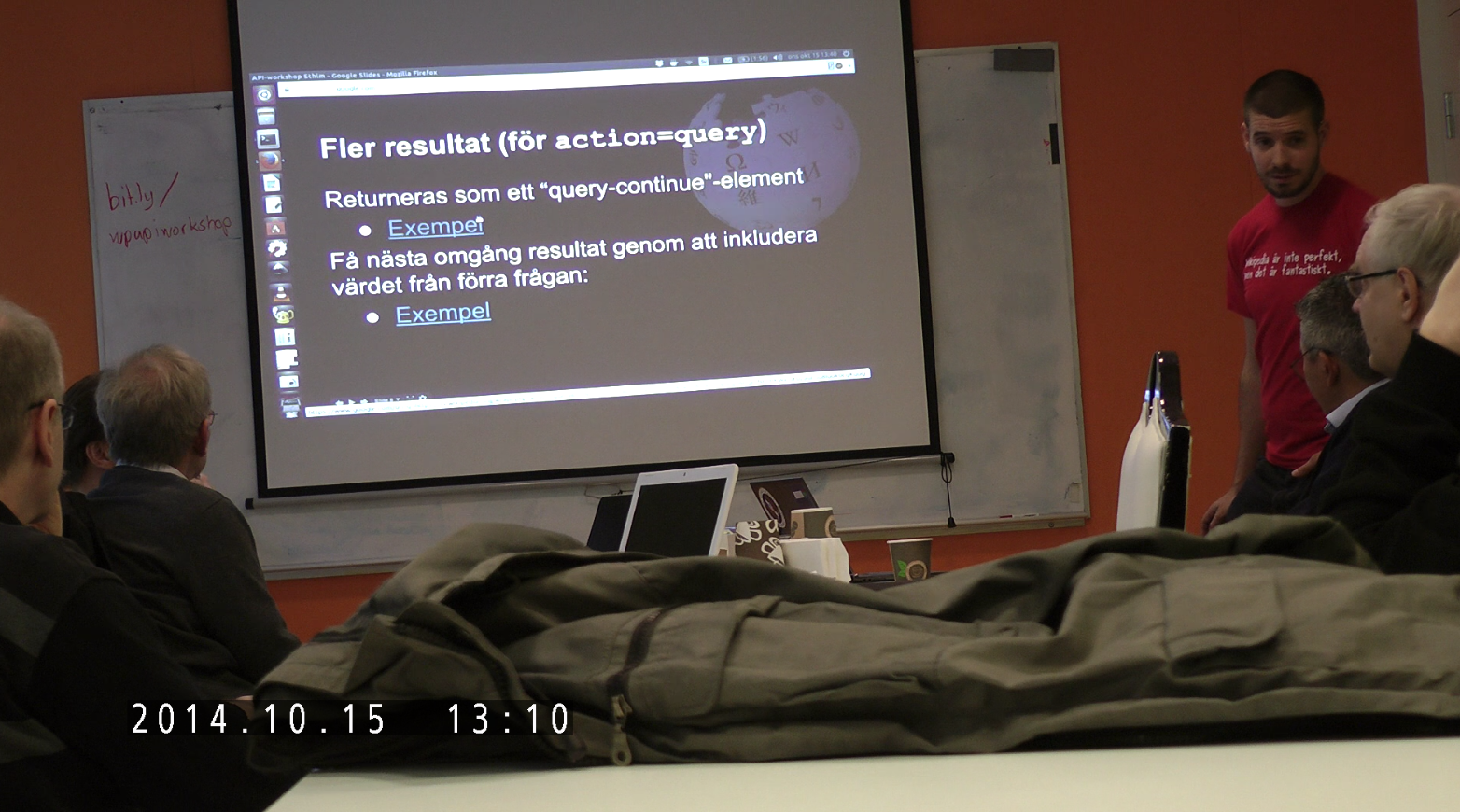
Arbetsseminarium om Wikipedias API:er 2014-10-15 på SUP46 i Stockholm. Ledd av André Costa och Jan Ainali och möjliggjord genom stöd av Internetfonden.

SUP46 är en företagsinkubator i Stockholm, vars uttalade syfte är att knyta samman investerare, entreprenörer och andra parter för att ge medlemsföretagen förutsättningar att växa. Verksamheten drivs i aktiebolagsform under namnet SUP46 AB, och grundades 2013 av Jessica Stark, Sebastian Fuchs och Nathalie Nylén. Nuvarande vd är Sebastian Fuchs.
Bland tidigare medlemmar märks Natural Cycles, Kry, Fishbrain, Soundtrap och Detectify.